# Japon aux Jeux olympiques d'été de 1972
Le Japon participe aux Jeux olympiques d'été de 1972 à Munich en Allemagne. 184 athlètes japonais, 148 hommes et 36 femmes, ont participé à 113 compétitions dans 21 sports. Ils y ont obtenu 29 médailles : treize d'or, huit d'argent et huit de bronze.

## Médailles
| Médaille | Discipline  | Épreuve                                       | Athlète | Performance | Date |
| -------- | ----------- | --------------------------------------------- | --- | ----------- | ---- |
| Or       | Judo        | Moins de 63 kg                                | Takao Kawaguchi |             |      |
| Or       | Judo        | Moins de 70 kg                                | Toyokazu Nomura |             |      |
| Or       | Judo        | Moins de 80 kg                                | Shinobu Sekine |             |      |
| Or       | Natation    | 100 mètres brasse hommes                      | Nobutaka Taguchi |             |      |
| Or       | Natation    | 100 mètres papillon femmes                    | Mayumi Aoki |             |      |
| Or       | Lutte       | Lutte libre - Poids mouche, 48 – 52 kg        | Kiyomi Katō |             |      |
| Or       | Lutte       | Lutte libre - Poids coq, 52 – 57 kg           | Hideaki Yanagida |             |      |
| Or       | Gymnastique | Concours par équipes - hommes                 | Sawao Katō Eizō Kenmotsu Shigeru Kasamatsu Akinori Nakayama Mitsuo Tsukahara Teruichi Okamura                                                                                     |             |      |
| Or       | Gymnastique | Concours général individuel hommes            | Sawao Kato |             |      |
| Or       | Gymnastique | Anneaux hommes                                | Akinori Nakayama |             |      |
| Or       | Gymnastique | Barres parallèles hommes                      | Sawao Kato |             |      |
| Or       | Gymnastique | Barre fixe hommes                             | Mitsuo Tsukahara |             |      |
| Or       | Volley-ball | Hommes                                        | Yoshihide Fukao Kenji Kimura Masayuki Minami Jungo Morita Yūzo Nakamura Katsutoshi Nekoda Tetsuo Nishimoto Yasuhiro Noguchi Seiji Oko Tetsuo Satō Kenji Shimaoka Tadayoshi Yokota |             |      |
| Argent   | Gymnastique | Concours général individuel hommes            | Eizo Kenmotsu |             |      |
| Argent   | Gymnastique | Sol hommes                                    | Akinori Nakayama |             |      |
| Argent   | Gymnastique | Cheval d'arçons hommes                        | Sawao Kato |             |      |
| Argent   | Gymnastique | Barres parallèles hommes                      | Shigeru Kasamatsu |             |      |
| Argent   | Gymnastique | Barres fixes hommes                           | Sawao Kato |             |      |
| Argent   | Lutte       | Lutte libre - Poids légers, 62 – 68 kg        | Kikuo Wada |             |      |
| Argent   | Lutte       | Lutte gréco-romaine - Poids mouche 48 – 52 kg | Kōichirō Hirayama |             |      |
| Argent   | Volley-ball | Femmes                                        | Setsuko Yoshida Suzue Takayama Toyoko Iwahara Yōko Kasahara Aiko Onozawa Yukiyo Kojima Sachiko Fukunaka Kunie Shishikura Setsuko Inoue Sumie Oinuma Makiko Furukawa Keiko Hama    |             |      |
| Bronze   | Judo        | Plus de 93 kg                                 | Motoki Nishimura |             |      |
| Bronze   | Natation    | 200 mètres brasse hommes                      | Nobutaka Taguchi |             |      |
| Bronze   | Gymnastique | Concours général individuel hommes            | Akinori Nakayama |             |      |
| Bronze   | Gymnastique | Sol hommes                                    | Shigeru Kasamatsu |             |      |
| Bronze   | Gymnastique | Cheval d'arçons hommes                        | Eizo Kenmotsu |             |      |
| Bronze   | Gymnastique | Anneaux hommes                                | Mitsuo Tsukahara |             |      |
| Bronze   | Gymnastique | Barres parallèles hommes                      | Eizo Kenmotsu |             |      |
| Bronze   | Gymnastique | Barre fixe hommes                             | Shigeru Kasamatsu |             |      |